# Thermaalbad Arcen
Thermaalbad Arcen is een Nederlands kuuroord gelegen op het vakantiepark Klein Vink en ligt in het buitengebied van het dorp Arcen.
In 1987 begon men met het omhoog pompen van het thermale water vanuit een bron op een diepte van 892 meter (temperatuur: 42°C), dat vervolgens op een temperatuur van circa 34°C werd gebruikt voor een binnenbad en twee buitenbaden. Het Thermaalbad werd in maart 1989 geopend en was na Thermae 2000 in Valkenburg het tweede kuuroord in Nederland. De universiteit van München verstrekte het predicaat Gutachten.
Anno 2024 beschikt het Thermaalbad niet alleen over de drie oorspronkelijke baden, maar onder andere ook over sauna-faciliteiten, (fysio)therapeutische en alternatieve therapeutische faciliteiten en verschillende vormen van horeca, verbonden aan het vakantiepark.
Thermaalbad Arcen dankt haar naam aan het thermaalbad met natuurlijk thermaal-mineraalwater. Het water bevat onder meer de mineralen fluoride, bromide, kalium, natrium, jodide en ijzer.

Het Thermaalbad is aangesloten bij de Vereniging Erkende Nederlandse Kuuroorden (VENK).